# لری نانس
لری نانس (انگلیسی: Larry Nance؛ زاده ۱۲ فوریهٔ ۱۹۵۹) بازیکن بسکتبال اهل ایالات متحده آمریکا است.